# (39404) 9582 P-L
9582 P-L (asteroide 39404) é um asteroide da cintura principal. Possui uma excentricidade de 0.21333930 e uma inclinação de 16.22027º.
Este asteroide foi descoberto no dia 17 de outubro de 1960 por Cornelis Johannes van Houten e Ingrid van Houten-Groeneveld e Tom Gehrels em Palomar.